# Desaparición de Tara Grinstead
Tara Faye Grinstead (Hawkinsville, Georgia; 14 de noviembre de 1974) fue una reina de belleza y profesora de Historia de instituto estadounidense que desapareció el 22 de octubre de 2005 y fue declarada muerta in absentia en 2010.
El 23 de febrero de 2017, la Oficina de Investigación de Georgia (GBI) celebró una conferencia de prensa anunciando formalmente que se había recibido una información que condujo al arresto de Ryan Alexander Duke por el asesinato y ocultación del cuerpo de Grinstead. El 3 de marzo de 2017, se hizo público un nuevo arresto relacionado con la desaparición de Grinstead, cuando el excompañero de clase de Duke, Bo Dukes (sin relación familiar), fue acusado de intentar ocultar su asesinato, de obstaculizar la investigación y por alteración de pruebas.

## Primeros años
Originaria de Hawkinsville, un pueblo ubicado en el condado de Pulaski en el estado estadounidense de Georgia, Grinstead ganó el título de Miss Tifton en 1999 y compitió en el concurso de belleza para alzarse con el título de Miss Georgia. Con las ganancias de este concurso, y de otros tantos en los que había participado, pagó sus estudios universitarios, para obtener el título de maestra de educación, en la Universidad Estatal de Valdosta. En 1998 comenzó a enseñar Historia en la escuela secundaria de Ocilla, en el condado de Irwin.

## Desaparición
El 21 de octubre de 2005, la noche antes de su desaparición, Grinstead visitó un concurso de belleza, donde era entrenadora de alguna de las jóvenes concursantes, y asistió a una barbacoa después del evento. El lunes 24 de octubre, no se presentó en el instituto para dar sus clases. Los compañeros de trabajo llamaron a la policía, que acudió a su domicilio, donde residía sola. Encontraron en el exterior el vehículo de Grinstead, mientras su teléfono móvil estaba en el interior; su bolso y las llaves habían desaparecido.
La policía local llamó inmediatamente a la Oficina de Investigación de Georgia (GBI), sintiendo que "algo andaba mal" y que el caso estaba más allá de los recursos del departamento de policía de la pequeña ciudad. El GBI no encontró signos de entrada forzada ni signos de lucha en la vivienda.
El director de la Escuela Secundaria del Condado de Irwin, Bobby Conner, fue citado por The Atlanta Journal-Constitution diciendo: "Somos una comunidad pequeña y esto realmente ha tocado el hogar porque es algo que lees sobre suceder en otro lugar. Es alguien con una personalidad tremenda y magnética, y los niños simplemente la aman".

## Investigación
En 2008, el caso Grinstead recibió una atención renovada con un informe en el programa de 48 horas de CBS News Mystery, que señalaba la similitud de la desaparición de Grinstead con la de otra joven, Jennifer Kesse, que tuvo lugar tres meses después en Orlando (Florida). En relación con esa historia, la policía reveló que habían encontrado ADN en un guante de látex que se encontró en el patio de Grinstead, "a un tiro de piedra de su entrada delantera", según una entrevista con Gary Rothwell del GBI. Dicho ADN fue analizado, dando como resultado que era de un hombre, si bien se desconocían más datos que ayudaran a su detención.
En febrero de 2009, aparecieron vídeos en Internet con un autoproclamado asesino en serie. Apodado a sí mismo como Catch Me Killer, el hombre en los vídeos detallaba el supuesto asesinato de 16 mujeres, siendo Tara Grinstead una de las supuestas mujeres asesinadas. Aunque la cara y la voz del hombre estaban adulteradas digitalmente, la policía finalmente determinó que el creador de los vídeos era Andrew Haley, de 27 años. Una investigación policial reveló que dichos metrajes no eran sino una artimaña y un mal engaño para llamar la atención, siendo eliminado de la lista de personas de interés para el caso.
El 23 de febrero de 2017, el GBI anunció que habían recibido una información que condujo al arresto de Ryan Alexander Duke por el asesinato de Grinstead. Aproximadamente tres años antes de la desaparición de Grinstead, Duke había asistido a la escuela secundaria del condado de Irwin, donde Grinstead trabajaba como profesora. Según las órdenes judiciales leídas en la corte, Duke robó en la casa de Grinstead, y cuando ella lo sorprendió, la estranguló y retiró el cuerpo de la casa para, más tarde, quemarlo. El 3 de marzo de 2017, se hizo público otro arresto en relación con la desaparición de Grinstead. Bo Dukes, un antiguo compañero de clase de Duke, fue acusado de intentar ocultar una muerte, obstaculizar la aprehensión y alterar pruebas que ayudasen a esclarecer el caso. La hermana de Grinstead, Anita Gattis, dijo que conocía a la familia de Bo Dukes desde hace años, pero que nunca lo relacionó de ninguna manera con la desaparición de su hermana.
En agosto de 2017, un gran jurado presentó cuatro nuevos cargos contra Dukes: dos por hacer declaraciones falsas, uno por obstaculizar la detención de un criminal y otro por ocultar la muerte. Estos cargos adicionales se basaron en una acusación del condado de Wilcox que indicaba que Dukes había mentido a un funcionario de GBI que lo interrogó en 2016 sobre la desaparición de Grinstead.
Después de que Ryan Duke y Bo Dukes fuesen arrestados, la jueza del condado de Irwin, Melanie Cross, emitió una orden por el que el caso pasaba a quedar bajo secreto de sumario, manteniéndose la prohibición de que toda aquella persona involucrada en el caso hablase al respecto para proteger el derecho de Duke a un juicio justo. Las cadenas de televisión de Georgia WMAZ y WXIA impugnaron la orden en la corte, y la propia jueza juez Cross rebajó la orden pero "restringió los comentarios públicos de cualquiera que trabajara con el fiscal o la defensa, el personal de la corte y los oficiales de policía actuales y anteriores en el caso". Ambas cadenas llevaron nuevamente esta orden a los tribunales y el caso fue remitido a la Corte Suprema de Georgia en octubre de 2017. En marzo de 2018, la orden de mordaza informativa fue rechazada de manera unánime.
El juicio de Bo Dukes comenzó el 19 de marzo de 2019. Fue declarado culpable por su papel en ayudar a encubrir el asesinato y fue sentenciado a 25 años de prisión el 22 de marzo. Por su parte, la vista de Ryan Duke se fijó para el 1 de abril de 2019, si bien la Corte Suprema de Georgia retrasó el juicio por homicidio el 28 de marzo de 2019 después de que sus abogados sostuvieran que se le habían negado inconstitucionalmente fondos para que expertos testificaran en nombre de Duke.